# Parc national de Bakossi
Pour les articles homonymes, voir Bakossi.
Le parc national de Bakossi (anglais : Bakossi National Park) est l'un des parcs nationaux du Cameroun. Il est inclus dans la réserve de forêts de Bakossi.

## Histoire
Le parc est créé par un décret du Premier ministre en fin 2007.

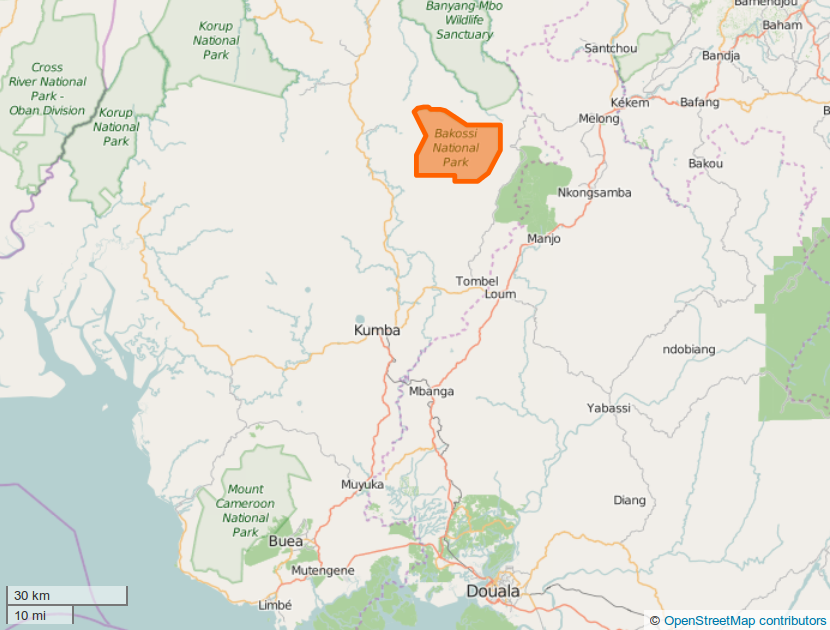
Limites de la réserve naturelle, OSM.